# Ambinanifaho
Ambinanifaho is een commune in het noorden van Madagaskar, behorend tot het district Antalaha dat gelegen is in de regio Sava. Een volkstelling schatte in 2001 het inwonersaantal op 6.573. Enkel het volgen van lager onderwijs en beperkt middelbaar onderwijs is er mogelijk. 99% van de bevolking werkt er als landbouwer en 1% is actief in de dienstensector. De belangrijkste landbouwproducten zijn vanille, koffie, rijst en kruidnagel. Ambinanifaho heeft een lokale luchthaven.